# Los Cortijos
Los Cortijos es un municipio español de la provincia de Ciudad Real, en la comunidad autónoma de Castilla-La Mancha. Tiene una superficie de 94,89 km² con una población de 961 habitantes (INE 2015) y una densidad de 10,02 hab/km².

## Demografía
Los Cortijos cuenta con una población de 847 habitantes (INE 2024).
| Gráfica de evolución demográfica de Los Cortijos entre 1940 y 2021 |
| |
| Población de derecho según los censos de población del INE Población de hecho según los censos de población del INEEntre el censo de 1940 y el anterior, aparece este municipio porque se segrega del municipio Fuente el Fresno |

| 969           | 1,373 | 1,059 | 1,005 | 1,029 | 966 | 961 |
| (Fuente: INE) |       |       |       |       |     |     |

## Cultura

### Fiestas
Fiestas en honor a Nuestra Señora de las Mercedes
Se trata de las fiestas dedicadas a la patrona de Los Cortijos, la Virgen de las Mercedes. Debido a la existencia de dos barrios en este pueblo, con una iglesia cada uno, la fiesta se desdobla en dos días, el 24 de septiembre en el barrio bajo y el 25 en el barrio alto, con grandes procesiones, rosarios de la aurora y un gran seguimiento por parte de asistentes y familiares de todos los puntos de España. Las fiestas comienzan con el pregón, generalmente el día 23 de septiembre, y culminan con el día de los juegos populares para los más pequeños, el día 26, con el tradicional juego de las cintas, los pucheros o la cucaña.
Romería en honor a la virgen de Fátima
Todos los primeros sábados del mes de mayo desde hace más de 15 años, se viene celebrando en la ermita de la Virgen de Fátima, a un kilómetro del pueblo, una de las fiestas con mayor asistencia de todo el año, la Romería de Fátima. Un fabuloso día, en pleno mes de mayo, para salir al campo y disfrutar de los bellos paisajes de la comarca.
Romería en honor a San Isidro
Desde hace más de 60 años, el día 15 de mayo, sea el día que sea, se celebra en la pedanía de Los Cortijos, Caracuel, la romería en honor a dicho santo.